# Бэбифейс
Кеннет Брайан Эдмондс (англ. Kenneth Brian Edmonds, более известный как Бэйбифейс (англ. Babyface); род. 10 апреля 1958 года, Индианаполис, Индиана, США) — американский певец, прославившийся в качестве самого популярного продюсера ритм-энд-блюза 1990-х.
Начал музыкальную карьеру в конце 1970-х гг. В 1980-е гг. записывался в составе ритм-энд-блюзового коллектива The Deele. В 1988 г. вместе с другим участником группы, Антонио Ридом, создал лейбл LaFace. В течение 1990-х годов молодые артисты с этого лейбла — Тони Брэкстон, Мэри Джей Блайдж, трио TLC, Usher — выросли в суперзвёзд ритм-энд-блюза. Подбор музыкального материала для них курировал Эдмондс.
В 1992—1997 гг. Эдмондс царил на вершине американских чартов, но не с сольными записями, а с песнями, которые он написал и спродюсировал для Уитни Хьюстон («I’m Your Baby Tonight»), Мадонны («Take a Bow») и других исполнителей. Наиболее примечательна его работа с Хьюстон над музыкальными дорожками к фильмам «Телохранитель» и «В ожидании выдоха» и с вокальным коллективом Boyz II Men над синглами End of the Road и I’ll Make Love to You, которые побили незыблемые в течение десятилетий рекорды Billboard Hot 100.
В 1995, 1996 и 1997 гг. Эдмондс удостаивался «Грэмми» в номинации «продюсер года». В 1997 году он записал синглы с такими легендарными исполнителями, как Эрик Клэптон («Change the World», «Грэмми» за лучшую запись года) и Стиви Уандер («How Come How Long»). Тогда же по просьбе Майкла Джексона написал для его племянников (группа 3T) песню «Why», ставшую их визитной карточкой.
Кеннет Эдмондс с супругой Трейси на протяжении нескольких лет работали в семейном предприятии Edmonds Entertainment Group, но в 2005 г. было объявлено об их разводе. В настоящее время записывается на лейбле Island Records.